# Biblioteca nacional da Grécia
A Biblioteca nacional da Grécia (em grego:  Εθνική Βιβλιοθήκη está situada perto do centro da cidade de Atenas. Foi projetada pelo arquiteto dinamarquês Theophil Freiherr von Hansen, como parte de sua famosa Trilogia de estilo neo-clássico, edifícios, incluindo a Academia de Atenas e o edifício original, da Universidade de Atenas. Foi fundada por Ioánnis Kapodístrias.

## História
A ideia original para o estabelecimento de uma Biblioteca Nacional foi de philhellene Johann Jakob Mayer, em agosto de 1824, artigo de seu jornal Ellinika Chronika, publicado em Missolonghi, onde Mayer e Lord Byron tinha sido a promoção de independência da Grécia. Mayer a ideia foi implementada em 1829 pelo novo governo grego de Ioánnis Kapodístrias, que agrupados a Biblioteca Nacional, com outros intelectuais instituições, tais como escolas, museus nacionais, e a impressão casas. Estes foram todos colocados em um edifício (então ser usado como um orfanato), na ilha Egina e supervisionado por Andreas Moustoxydis, que, assim, tornou-se presidente da comissão do Orfanato, diretor do Museu Arqueológico Nacional de Atenas, e o diretor da Escola Nacional.
No final de 1830, a biblioteca, que Moustoxydis chamado a Biblioteca Nacional, tinha 1,018 volumes de livros impressos, que foram coletados a partir de Gregos e filelenos. Em 1834, a Biblioteca foi transferida para Atenas, a capital, e foi a primeira alojados temporariamente em casa de banho pública na Ágora Romana de Atenas e, mais tarde, na Igreja de St. Eleftherios.
A coleção aumentou rapidamente. Além da compra de livros de bibliotecas particulares, supervisionado por Dimitris Postolakas (1,995 volumes), a Biblioteca aceitou muitos grandes doações de livros, como um de Christoforos e Konstantinos Sakellarios (5,400 volumes) e um Markos Renieris (3,401 volumes).
Em 1842, a Biblioteca Pública mesclada com a Universidade de Atenas's (biblioteca de 15.000 volumes), e foi alojado em conjunto com a moeda de coleção no novo edifício de Otto's University. O primeiro diretor (então chamado de "presidente") foi Georgios Kozakis-Typaldos do recém-ampliada instituição, mantendo o trabalho até 1863. Neste momento, a Biblioteca foi enriquecida com importantes doações e com raros livros em línguas estrangeiras de toda a Europa. Com a carta régia de 1866, as duas bibliotecas mesclado, e foram administradas como a "Biblioteca Nacional da Grécia". A partir de 1877-1910, o seu director foi Michael Deffner.
Em 16 de Março de 1888 a pedra fundamental para uma nova neoclássico edifício em mármore jazia. A construção foi financiada por três Kefallonian-nascido irmãos da Diáspora, Panagis, Marinos e Andreas Vallianos. Ele foi projetado pelo Barão Theophil von Hansen e sua construção supervisionado por Ernst Ziller. A Biblioteca permaneceu no mais antigo edifício da Universidade, até 1903, quando foi transferido para o novo Vallianos edifício, que ainda, em parte, abriga a Biblioteca, além de dois outros edifícios, em Agia Paraskevi e Nea Halkidona.

## Arquivos
A biblioteca tem de 4.500 manuscritos gregos, que é uma das maior coleção de grego scripts. Há também muitos chrysobulls e arquivos da Revolução grega.
Entre a biblioteca da holdings é um códice dos quatro Evangelhos atribuídos ao escriba Mateus; códice uncial com um fragmento do Evangelho de Mateus a partir do século 6 (Unciais 094), Flora Graeca Sibthorpiana pelo botânico inglês John Sibthorp; Rigas' Gráfico por Rigas Velestinlis; O Grande Dicionário Etimológico, histórico Bizantino dicionário; e a primeira publicação de Homer's épicos e hinos.
Alguns outros manuscritos: Unciais 075, Unciais 0161, Minúsculos 798.

## A realocação planejada para Phaleron Bay
O edifício atual tem sido inconveniente devido à limitação de espaço e demandas de tecnologia. Embora a construção do edifício Vallianos continuará a casa de algumas das suas atuais funções, a maior parte da biblioteca será transferida para um novo de 22.000 metros quadrados de construção Stavros Niarchos Fundação Centro Cultural no Falero Bay "Delta". A 20 hectares, a Delta é uma área à beira-mar que usado para hospedar a Atenas cavalo de corrida de pista, que foi substituído pelo Markopoulo Olímpicos Centro Equestre para os jogos Olímpicos de Atenas, em 2004. Arquiteto italiano Renzo Piano proposta de um novo plano radical para a Biblioteca Nacional e a Ópera Nacional da Grécia, e o projeto será financiado pelo Stavros Niarchos Fundação e doado ao estado grego. Os edifícios gemêos será integrado dentro de um parque paisagístico com indígenas da flora Mediterrânica, e contará com extensa de energia renovável instalações e uma praça central em cerca de 30 m de largura de canal de água do mar. O trabalho sobre o projeto, iniciado em 2012, com a conclusão devido para 2016.